# ウォーターガールズ
『ウォーターガールズ』は、なぐも。による日本の4コマ漫画作品。芳文社の月刊4コマ漫画雑誌『まんがタイムきららキャラット』で2011年5月号から2013年4月号にかけて連載された。

## 登場人物
長野 はるな（ながの はるな）
内気な高校一年生。カナヅチ克服のため水泳部に入部。まじめにこなすタイプ。身長は156cm。
村上 泉（むらかみ いずみ）
明るい高校一年生。はるなと同様カナヅチで水泳部に入部。人知れず努力するタイプ。身長は158cm。
真田 晶（さなだ あきら）
ちっちゃな高校二年生。水泳部部長。Sっ気がある。身長は138cm。
碓氷 最中（うすい もなか）
マイペースな高校二年生。晶のお目付け役。スタイル抜群。
村上 杉乃（むらかみ すぎの）
泉の姉で高校の水泳部OG。大学では、ほたかの後輩。ちなみに高校時代に杉乃のスパルタとセクハラで部員が晶と最中だけになってしまった。
片品 ほたか（かたしな ほたか）
教育実習生で水泳部OG。旧知の太田から教育実習期間中の顧問代理を言い渡され、実習が終ったあともコーチとして指導。大学では水泳部に所属。
太田（おおた）
ほたか・杉乃の現役時代から現在まで水泳部顧問を務める女性教諭。性格はいいかげん。
月夜野 くるみ（つきよの くるみ）
はるなと泉の同級生で学級委員長。

## 既刊一覧
まんがタイムKRコミックス（芳文社）より刊行
1. 2012年3月27日発売 ISBN 978-4-8322-4131-2
2. 2013年3月27日発売 ISBN 978-4-8322-4280-7